# Tapio Ilomäki
Tapio Ilomäki, född 21 april 1904 i Koski, död 25 juli 1955 i Helsingfors, var en finländsk kompositör, filmklippare, musikarrangör och regissör.
Han är begravd på Malms begravningsplats i Helsingfors.

## Filmmusik i urval
- 1933 – Tystnadens hus
- 1934 – Falska Greta
- 1945 – Biljett till äventyret
- 1954 – Putkinotko